# Goutelle
La Goutelle est une petite rivière française du département des Ardennes, affluent direct de la Meuse en rive droite. Sa source est cependant située en Belgique, où se logent 2,4 kilomètres carrés de son bassin.

## Géographie
La Goutelle naît à Bagimont sur le territoire de Vresse-sur-Semois dans la partie sud-est de la province de Namur (Belgique). À sa naissance, elle s'oriente vers le sud, et sur deux kilomètres fixe la frontière entre la France et la Belgique. A Pussemange elle change de direction, pénètre en territoire français et oblique vers l'ouest, direction qu'elle maintient tout au long de son parcours. Après avoir parcouru 12,3 kilomètres, elle conflue avec la Meuse à Nouzonville. Elle est alimentée par de nombreux petits ruisseaux qui, comme elle, déscendent depuis le massif des Ardennes en direction de la Meuse.

### Communes et cantons traversés
Dans le seul département des Ardennes, le ruisseau la Goutelle traverse les trois seules communes suivantes, de l'amont vers l'aval de Gespunsart (origine en France), de Neufmanil et de Nouzonville (confluence).
Soit en termes de cantons la Goutelle prend source dans le canton de Villers-Semeuse et conflue dans le canton de Charleville-Mézières-2, le tout dans l'arrondissement de Charleville-Mézières.

### Bassin versant
Le ruisseau la Goutelle traverse une seule zone hydrographique La Goutelle. (B561) de 39 km2 de superficie. Ce bassin versant est constitué à 76,14 % de « forêts et milieux semi-naturels », à 16,57 % de « territoires agricoles », 
à 76,14 % de « territoires artificialisés ». 

### Organisme gestionnaire
L'organisme gestionnaire est la communauté d'agglomération Ardenne Métropole, également responsable en matière de GEMAPI sur tout son territoire depuis le 1er janvier 2018.

## Affluents
Le ruisseau la Goutelle a trois affluents contributeurs référencés :
- le ruisseau de la Fontaine aux Tripes (rd),
- le ruisseau des Trois Fontaines (rg),
- le ruisseau de Nedimont (rd),

Don son rang de Strahler est de deux.

## Hydrologie

### La Goutelle à Nouzonville
Le bassin de la Goutelle est presque entièrement situé dans une zone à pluviosité élevée. Le module de la rivière au confluent de la Meuse vaut 0,74 m3/s, pour un petit bassin versant de seulement 43,2 km2. 

### Lame d'eau et débit spécifique
La lame d'eau écoulée dans ce bassin est de 540 millimètres par an, ce qui est élevé, très supérieur à celle de la moyenne de la France, tous bassins confondus, et même comparé aux divers cours d'eau du bassin de la Meuse, généralement très abondants. Notons que la moyenne du bassin français de la Meuse à Chooz, près de sa sortie du territoire français possède une lame d'eau de 450 millimètres par an. Le débit spécifique ou Qsp de la Goutelle se monte dès lors à un solide 17,13 litres par seconde et par kilomètre carré de bassin versant.

## Aménagements et écologie

### Pêche - Qualité de l'eau
La Goutelle est classée comme cours d'eau de première catégorie sur la totalité de son  parcours.  
En 2006, l'Agence l'Eau Rhin-Meuse attribuait à l'eau de la Goutelle, analysée au niveau de Nouzonville, la qualité générale de "bonne" (catégorie 1B), à l'instar des deux années précédentes. La qualité de l'eau est en nette amélioration depuis 1997 (qualifiée cette année-là de "passable"). En fait tous les paramètres retenus sont qualifiés de très bons, à l'exception d'un seul, la teneur en ions ammonium ou NH4+ qui n'a obtenu que la qualité de "bonne". À noter que le taux d'oxygène dissous est qualifié de "très bon" (avec 8,7 milligrammes par litre). 

## Curiosités - Tourisme
- La forêt des Ardennes couvre la grande majorité du bassin. Randonnées et multiples ruisseaux aux eaux claires.
- Neufmanil, son église du XVIIIe siècle, ses lavoirs anciens, son ancien moulin à eau. Ses sentiers et ses lieux-dits
- Gespunsart, son église du XVIIIe siècle, ses spécialités gastronomiques.
- Nouzonville, son port fluvial, son église du XVIIIe siècle, son château.